# Ángel Carrasco
Ángel Carrasco Nolasco (Sevilla, 1907 - Madrid, 11 de junio de 1943) fue un contable, sindicalista y político español, de ideología socialista.

## Biografía
Militante de la Unión General de Trabajadores (UGT) desde 1931 y de las Juventudes Socialistas de España desde 1934, participó en la revolución de 1934, siendo detenido como la mayoría de los dirigentes de izquierda. Llegó a ser miembro de la Comisión Ejecutiva de las Juventudes Socialistas Unificadas (JSU) en Sevilla y del Comité Nacional de la Unión General de Trabajadores. Fue candidato del Frente Popular en las elecciones generales de 1936, no saliendo elegido.
Con el golpe de Estado que da lugar a la Guerra Civil consiguió ponerse a salvo de las ejecuciones ordenadas por Queipo de Llano en la provincia de Sevilla y se integró en el Ejército Popular de la República, donde alcanzó al grado de comandante. Llegó a mandar la 113.ª Brigada Mixta, siendo destituido en marzo de 1939 por su oposición al Golpe de Casado. En los últimos días de la guerra se retiró hacia Alicante con los restos del ejército republicano, siendo detenido en el puerto de esta localidad junto a miles de soldados que terminaron por rendirse a la División «Littorio» el último día de la guerra. Fue confinado en los campos de Los Almendros y el campo de Albatera. Más adelante sería trasladado a la cárcel madrileña de Porlier, donde fue sometido a un juicio sumarísimo por un Consejo de Guerra y condenado a muerte. 
Fue ejecutado en las tapias del Cementerio del Este en Madrid el 11 de junio de 1943, junto a otros dieciséis presos políticos.